# Librado Abitia
Librado Abitia Garcés (Minas Nuevas, Sonora, 1895-1982) fue un militar y político mexicano que participó en la Revolución mexicana, principalmente junto a Álvaro Obregón. Obtuvo el cargo de subjefe y ya después jefe de Estado Mayor Presidencial de Álvaro Obregón cuando este ya era presidente de México en sustitución de Manuel Pérez Treviño. Fue gobernador del Territorio de Quintana Roo en 1921-1922 y 1924. 

## Biografía
Nació en Minas Nuevas, Sonora, el 20 de septiembre de 1895. Hijo de Luis Abitia y Luz Garcés. A los 19 años de edad se unió el ejército constitucionalista para luchar en contra de Victoriano Huerta.
En 1914 ya había sido designado subteniente de la Segunda División del Noroeste, bajo las órdenes del general M. Diéguez, y 1915 el jefe del Ejército Constitucionalista, Venustiano Carranza, lo ascendió a capitán segundo. Cinco años después, Abitia se unió al grupo sonorense formado por Álvaro Obregón, Plutarco Elías Calles y Adolfo de la Huerta, entre otros, que desconoció al presidente Carranza en el Plan de Agua Prieta.
En 1920, tras breve interinato de Adolfo de la Huerta, Obregón fue elegido presidente constitucional y al poco tiempo designó Librado Abitia jefe de Operaciones Militares en Quintana Roo y después, gobernador interino del Territorio Federal, cargo que ocupó de manera definitiva, en sustitución de Pascual Coral, el 8 de abril de 1921.
Durante su gestión se presentaron las primeras manifestaciones del conflicto limítrofe entre Yucatán, Quintana Roo y Campeche, cuando este último se inconformó por la indefinición del Punto Put.
Abitia mantuvo relaciones amistosas con las tribus mayas; otorgó concesiones forestales autorizadas desde 1918 e inició la construcción de una casa-escuela en Cozumel, entre otras acciones.
Contrajo matrimonio el 23 de agosto de 1922 con Emilia López, hija del comerciante beliceño Félix López y Maximiliana Bonilla, oriunda de Yucatán. Procreó cuatro hijos: Luz (nacida en Payo Obispo), Librado, Rubén y Emilia.
Ese mismo año Obregón favoreció a Plutarco Elías Calles para ser candidato a la presidencia de la República, lo que provocó el descontento de Adolfo de la Huerta y dio lugar, a fines de 1923, al estallido de la lucha armada conocida como movimiento delahuertista que sorprendió a Abitia en la Ciudad de México donde se encontraba con su familia por motivos de salud, mientras que en Quintana Roo, estando como encargado de despacho el mayor Camilo E. Félix, Anastasio Rojas, simpatizante delahuertista, tomaba por asalto la capital del Territorio.
La contraofensiva de los obregonistas en Payo Obispo fue encomendada al general Alfredo Rueda Quijano. El 16 de mayo de 1924, Abitia recobró el poder, y en septiembre de ese año fue ascendido a coronel de infantería. Un mes más tarde, 13 de octubre, abandonó el Territorio para incorporarse a la Tercera jefatura de Operaciones.
Enrique Barocio fue designado gobernador interino. Entre 1925 y 1926, Abitia pidió licencia ilimitada en el ejército, dadas las difíciles relaciones que sostenía con el entonces secretario de Guerra y Marina general Joaquín Amaro.
Con el apoyo de Álvaro Obregón y de los partidos Revolucionario Quintanarroense y Socialista Agrario del Sureste resultó elegido diputado federal por Quintana Roo en la 33 Legislatura en septiembre de 1928, pero en julio del siguiente año fue desaforado por la Cámara de Diputados por su presunta participación en la rebelión escobarista, acusación formulada por el general Amaro quien además levantó cargos en contra de Abitia por rebelión y traición que causaron su baja en el ejército.
En 1942 el presidente Ávila Camacho pidió al ejército la revisión de la causa y fue dado de alta nuevamente en las fuerzas armadas en marzo de ese año. Tiempo después, alcanzó el grado de general brigadier. En 1947 fue reconocido como veterano de la Revolución. Falleció el 16 de enero de 1982, a los 87 años de edad.